# Cisticola bodessa
Cisticola bodessa е вид птица от семейство Cisticolidae.

## Разпространение
Видът е разпространен в Еритрея, Етиопия, Кения, Южен Судан и Судан.